# 북방십자군
북방십자군(北方十字軍)은 덴마크와 스웨덴의 기독교 국왕과 리보니아 검의 형제 기사단, 튜턴 기사단과 같은 독일인 기사단이 발트해를 둘러싼 지역을 점령한 십자군 활동이다. 발트십자군이라고도 한다. 후일 루스의 동방 정교회에 대한 공격도 북방 십자군의 일부로 다루어지기도 한다. 북방 십자군은 발트 해 부근의 리보니아인, 라트갈레인, 에스토니아인, 핀족, 발트 프러시아인 등을 무력으로 굴복시켜 개종시켰다.

## 배경

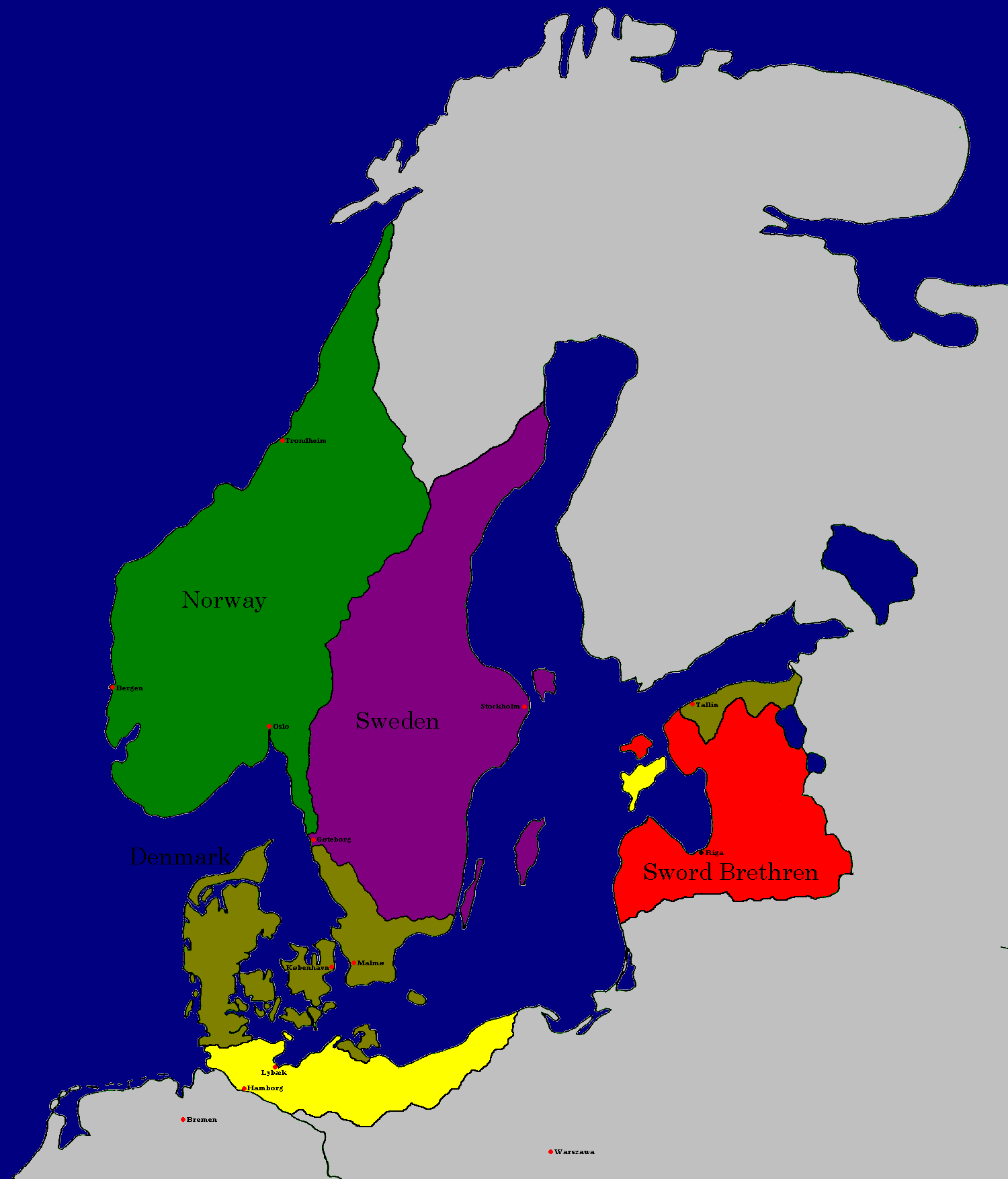
북방 십자군의 활동지역(1219년)

1193년 교황 첼레스티노 3세의 요청이 북방 십자군의 공식적인 시작이나, 스웨덴과 신성 로마 제국은 이미 주변의 비기독교 민족에 대한 정복 활동을 하고 있었다. 북방 십자군의 공격 지역은 다음과 같다.
- 제2차 십자군의 시작과 함께 작센족, 덴마크, 폴란드인들로 구성된 십자군이 엘베강과 오데르강 사이에 있던 폴라비아 슬라브족, 소브르인, 오보트리트인과 같은 슬라브 민족을 공격하였다.(웬드 십자군)
- 1154년부터 1249년, 1293년에 스웨덴의 십자군이 오늘날의 핀란드 지역을 공격하였다.
- 1193년 - 1227년에 걸쳐 독일과 덴마크의 십자군이 리보니아인, 라트갈리아인, 에스토니아인을 공격하였다.
- 1219년 - 1290년 동안 세미갈리아인과 쿠로니아인들이 공격 받았다.
- 발트 프러시아인
- 1236년 - 1316년에 걸쳐 독일의 십자군이 리투아니아와 사모기티아를 공격하였으나 실패하였다.

작센족과 덴마크는 북방 십자군 기간 동안 핀족, 발트족, 슬라브족과 싸웠다. 북방 십자군 전쟁은 종교적인 이유 이외에도 주요 거점의 확보와 무역로의 독점을 위한 것이었다.

## 웬드 십자군
1147년 제2차 십자군 기간 동안 오늘날의 독일 북부와 동부에 거주하던 웬드족과 같은 슬라브족에 대한 공격이 진행되었다. 덴마크와 독일에 의해 진행된 이 공격은 16세기까지 간헐적으로 계속되었다.

## 리보니아 십자군
12세기에 들어 오늘날의 에스토니아, 라트비아, 리투아니아에 해당하는 리보니아에 대한 십자군의 공격이 있었다. 덴마크와 스웨덴으로 대표되는 로마 가톨릭교회 세력과 루스 공국으로 대표되는 동방 정교회가 이 지역의 개종을 명분으로 공격하였다. 이로 인해 에스토니아의 경우 150년 동안 13번의 침략을 받았다. 브레멘의 주교였던 아달베르트가 1045년 - 1075년에 걸쳐 평화적으로 이 지역의 개종 사업을 벌이고 있었다. 그러나 십자군의 공격으로 인해 이러한 평화는 붕괴되었다.

## 같이 보기
- 동방식민운동